# Папский флот
Папский флот (итал. Marina Pontificia) — военно-морской флот Папского государства. В той или иной форме существовал со времён битвы при Остии, случившейся в 849 году во время понтификата Льва IV, до начала понтификата Льва XIII в 1878 году.

## Описание
Изначально Папское государство было защищено византийским флотом. Нужда в собственном флоте возникла после мусульманского набега на Рим в 843 году и разграбления Рима мусульманами в 846 году. В 849 году объединённый флот Папского государства, Неаполитанского герцогства, городов Амальфи и Гаэта разбил мусульман в битве при Остии.
Позднее Папы финансировали различные флоты во время Крестовых походов, а также снаряжали собственные, которые сражались вместе с другими христианскими судами против Османской империи после падения Константинополя, в том числе участвуя на стороне Венеции в турецко-венецианских войнах (в частности, папская эскадра принимала участие в битве при Лепанто в 1571 году).
Во время Наполеоновских войн все папские военные корабли были конфискованы, и по их окончании флот восстанавливался очень медленно. В 1819 году было подписано международное соглашение о защите папских судов, и когда в 1826 году один из кораблей папского флота был захвачен мусульманскими пиратами, то бей Триполи согласился освободить его в обмен на 10 600 франков компенсации после демонстрации, устроенной двумя фрегатами и шлюпом Пьемонтского флота.
В 1823 году Папский флот состоял из 12-пушечной шхуны «San Pietro», куттера, фелуки и пинаса. Ещё 12 патрульных лодок, вооружённых мортирами, занимались охраной побережья, будучи разбитыми на две эскадры: одна (из 8 лодок) базировалась на Адриатическом побережье, а другая (из 4 лодок) — на Тирренском.
В 1842 году Алессандро Чиальди (итал. Alessandro Cialdi) привёл из Великобритании через реки и каналы Франции три парохода, которые начали осуществлять навигацию по реке Тибр. Четвёртый пароход — «Roma» — под командованием Чиальди противостоял австрийцам во время осады Анконы в 1849 году.
В 1856 году существовавшие до этого раздельно Военно-морской флот (итал. Marina da Guerra), Коммерческий флот (итал. Marina di Finanza) и Флот реки Тибр (итал. Marina del Tevere) были объединены в Папский флот (итал. Marina Pontificia).
В 1870 году итальянские войска вступили в Рим, и Папское государство сузилось до размеров Ватикана. Последний корабль Папского флота — паровой корвет «Immacolata Concezione» (водоизмещение 652 тонны, длина 54 м, восемь 18-фунтовых пушек) был предложен папой Пием IX Ордену доминиканцев в Аркашоне (Франция) для использования в качестве учебного судна. Корабль базировался во французском Тулоне и затем неоднократно менял хозяев — он был продан в 1878 году, когда папой стал Лев XIII, — сначала англичанам, а затем — французскому судовладельцу. В конечном итоге корвет был потерян в Средиземном море в 1905 году (в настоящее время шлюпка с корвета находится в Миланском научно-технологическом музее имени Леонардо да Винчи, а масштабная модель корабля и его флаг — в Ватиканском историческом музее).

## Корабли
- При Лепанто:
  - Capitana (Капитана) («флагман»)
  - Padrona (Падрона) («флагман эскадры»)
  - Suprema (Верховная)
  - Serena (Безмятежная)
  - Pace (Мир)
  - Vittoria (Победа/Виктория)
  - Grifona (Грифон)
  - Santa Maria (Св. Мария)
  - San Giovanni (Св. Иоанн)
  - Regina (Королева)
- San Bonaventura (Св. Бонавентура)[2]
- San Pietro (Св. Пётр) — шхуна
- San Pietro (Св. Пётр) — более ранний бриг, распался в 1807
- Roma (Рим) — пароход
- Immacolata Concezione (Непорочное Зачатие) — паровой корвет